# Casio MT-40

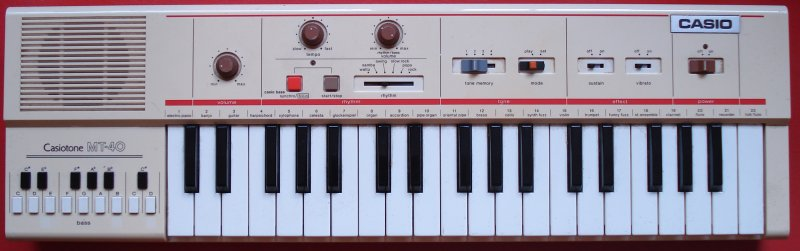
Vista de cima de um Casio MT-40.

O Casio Casiotone MT-40 é um teclado produzido pela Casio. Possui 9 vozes polifónicas, com 37 teclas principais e 14 teclas de baixo mais pequenas.
Oito notas podem ser tocadas nas teclas principais e uma no baixo. A secção de baixo tem um timbre e a secção principal possui 22, assinaláveis a um de 4 pré-definições. Tal como outros teclados pequenos da Casio, possui também uma secção de bateria com 6 batidas diferentes, um botão do tempo e um botão de "fill".
A produção deste modelo teve início no início da década de 1980 e cessou pouco tempo depois. O sucessor do MT-40 foi produzido com uns chassis cinzentos e foi vendido como MT-41.